# 筆王
筆王（ふでおう）とは、ソースネクストが販売しているはがき作成ソフトウェアである。
もともとは、アスキーサムシンググッドが開発し、1996年にVer.1を発表した。その後、1999年に会社名がアイフォーへ変更、2003年には会社が自己破産し、2004年にイーフロンティアに買収され、2007年3月23日にソースネクストに一切の権利が譲渡された。
年2回（冬と夏）新製品を出している。
ソースネクストは、はがき作成ソフトウェアとして「筆まめ」「筆王」「宛名職人」の3本を販売しているが、筆王は最もコスパに優れているとしている。

## バージョン履歴
- 1996年8月22日、はがき作成ソフトウェア「筆王」を発表。10月18日より販売。[7]
- 1997年5月8日、暑中見舞い用のイラストなどを追加した新バージョン「筆王 増量パック」を発表。6月13日より販売。[8]
- 1997年9月4日「筆王 Ver.2.0」を発表、10月17日より販売[9]。
- 1998年8月19日「筆王 Ver.3.0」を発表、10月9日より販売[10]。
- 1999年9月9日「筆王2000 for Windows」を発表、10月8日より販売[11]。
- 2000年8月11日「筆王2001 for Windows」を発表、10月6日より販売[12]。
- 2001年8月30日「筆王2002 for Windows」を発表、9月27日より販売[13]。
- 2002年8月26日「筆王2003 for Windows」を発表、9月20日より販売[14]。
- 2003年8月20日「筆王2004 for Windows」を発表、9月19日より販売[15]。
- 2004年8月20日「筆王2005 for Windows」を発表、9月17日より販売[16]。
- 2005年8月23日「筆王2006 for Windows」を発表、9月16日より販売[17]。
- 2006年8月18日「筆王2007 for Windows」を発表、9月15日より販売[18]。
- 2007年7月9日「筆王ZERO」を発表、9月7日より販売[19]。対応OSはWindows 2000/XP/Vista。
- 2008年8月6日「筆王ZERO（2009年パッケージ）」を発表、9月5日より販売[20]。対応OSはWindows 2000/XP/Vista。
- 2009年8月6日「筆王ZERO（2010年パッケージ）」を発表、9月4日より販売[21]。対応OSはWindows 2000 /XP/Vista/7。
- 2010年8月24日「筆王 Ver.15」を発表、9月3日より販売。使い方ムービー「簡単操作ナビ」、「飛び出す年賀状」素材等追加
- 2011年8月18日「筆王 Ver.16」を発表、9月2日より販売[22]。新たに「デジカメ写真編集機能」を搭載。
- 2012年8月16日「筆王 Ver.17」を発表、9月8日より販売（ダウンロード版は8月16日より）[23]。新たに、Windows 8（32/64bit版）対応と、機能としてクラウドに対応したのが特徴。
- 2013年8月12日「筆王 Ver.18」を発表、9月6日より発売（ダウンロード版は8月19日より）[24]。対応OSに、Windows 8.1を追加、同一家庭内の5台のパソコンまでインストールすることができる。
- 2014年8月21日「筆王 Ver.19」を発表、9月5日より発売（ダウンロード版は8月21日より）[25]。
- 2015年8月24日「筆王 Ver.20」を発表。9月4日より販売（ダウンロード版は8月24日より）[26]。
- 2016年8月23日「筆王 Ver.21」を発表。9月2日より販売（ダウンロード版は8月23日より）[27]。
- 2017年8月25日「筆王 Ver.22」を発表。9月6日より販売（ダウンロード版は8月25日より）[28]。
- 2018年8月23日「筆王 Ver.23」を発表。9月7日より販売（ダウンロード版は8月23日より）[29]。
- 2019年8月22日「筆王 Ver.24」を発表。9月6日より販売（ダウンロード版は8月22日より）[30]。
- 2020年8月20日「筆王 Ver.25」を発表。9月4日より販売（ダウンロード版は8月20日より）[31]。
- 2021年8月19日「筆王 Ver.26」を発表。9月3日より販売（ダウンロード版は8月19日より）[32]。
- 2022年8月25日「筆王 Ver.27」を発表。9月7日より販売（ダウンロード版は8月25日より）[33]。
- 2023年8月24日「筆王 Ver.28」を発表。9月5日より販売（ダウンロード版は8月24日より）[34]。
- 2024年8月22日「筆王 Ver.29」を発表。9月3日より販売（ダウンロード版は8月22日より）[35]。

## 筆王ZERO
筆王ZEROは、2007年9月7日から2010年9月まで発売されていた。
一番の特徴は、他のソースネクストZEROシリーズ同様、対象OSの公式サポート期間終了まで無料で新機能や干支イラストなどの素材の追加、郵便番号や電話番号辞書などのアップグレードが保証されていることである。
例えば、2008年にVista対応版を購入した場合、Vistaを使用する限りはVistaのサポート期限である2017年4月まで常に最新版へ無料で更新できる。PCを買い替えるなどしてもVista以前のOSであれば継続して無料で使うことができる。ただし、ソフトを購入した際にサポートされていなかった新OSでは動作しないようになっているので、例えばPCを買い替えるなどしてWindows 7上で使いたいとしても、2017年までという更新保証に関係なく使用することはできない。
公式サイト上で「有効OS拡張サービス」を購入することで、購入時にサポートされていなかった新OSで継続して更新を受けることができる。一度購入すれば同様にPCを買い替えるなどしてもサポートOSであれば継続して使うことができる。
「有効OS拡張サービス」は2016年8月22日に販売を終了した。

## イメージキャラクター
アイフォーが販売していた時代は、年賀状シーズンに合わせて、11月中旬～12月中旬にかけてテレビCMを放映していた。
2001年9月、「筆王2002」のイメージキャラクターとして「小池栄子と筆王ガールズ（松岡由樹、小野愛）」が起用された。
2003年9月、「筆王2004」のイメージキャラクターとして吉川ひなのが起用された。
2004年9月、「筆王2005」のイメージキャラクター“筆王おすすめ隊隊長”に安田美沙子が起用された。
2005年9月、「筆王2006」のイメージキャラクターとして熊田曜子、安田美沙子、夏川純が起用された。安田は2004年から継続出演になる。コスチュームの色は安田=青、熊田=赤、夏川=黄である。
発売元がソースネクストに移管後は、テレビCMは行われていないが、ソースネクストのイメージキャラクターが公式サイトやパッケージに登場している。
2010年3月にソースネクストのイメージキャラクターにベッキーが起用されたことに伴い、「筆王 Ver.15」から「筆王 Ver.20」はパッケージ等にベッキーを起用した。
2016年3月にソースネクストのイメージキャラクターに剛力彩芽が起用されたことに伴い、「筆王 Ver.21」から「筆王 Ver.23」はパッケージ等に剛力彩芽を起用した。
「筆王 Ver.24」以降は、イメージキャラクターを設けたりパッケージ等にタレントを使用していない。　